# NGC 5522
NGC 5522 (другие обозначения — UGC 9116, MCG 3-36-89, ZWG 103.125, IRAS14124+1522, PGC 50889) — спиральная галактика (Sb) в созвездии Волопас.
Этот объект входит в число перечисленных в оригинальной редакции «Нового общего каталога».